# دولت عشق (مجموعه تلویزیونی)
دولت عشق یک مجموعه تلویزیونی محصول سال ۱۳۸۱–۱۳۸۰ به کارگردانی حمید بهمنی و تهیه‌کنندگی رحیم رجائی می‌باشد که از شبکه دو پخش شد.
این مجموعه تلویزیون به زندگی محمدعلی رجایی از دوران کودکی تا زمان کشته شدن می‌پردازد.

## بازیگران
- سید جواد هاشمی در نقش محمدعلی رجایی
- احمد میررفیعی
- امیر گرجی
- حبیب‌الله حداد
- حمید اصغری تتماج
- سیدبهرام سروری‌نژاد
- سید جواد حسینی
- سیدحمید طباطبایی
- سیدرضا نواب
- مجید عبدالعظیمی
- مسعود آقاامینی
- مهدی عطایی

## عوامل تولید
- چهره پرداز: سعید ملکان
- طراح صحنه: داریوش پیرو